# Ministère de l'Inclusion économique, de la Petite Entreprise, de l'Emploi et des Compétences
 (octobre 2021).
Si vous disposez d'ouvrages ou d'articles de référence ou si vous connaissez des sites web de qualité traitant du thème abordé ici, merci de compléter l'article en donnant les références utiles à sa vérifiabilité et en les liant à la section « Notes et références ».
Le ministère de l'Inclusion économique, de la Petite Entreprise, de l'Emploi et des Compétences, est un ministère marocain chargé de préparer et de mettre en œuvre la politique du gouvernement marocain dans les domaines de l'emploi, et de contribuer au développement du marché du travail au Maroc. 
Depuis le 7 octobre 2021, le ministre est Younes Sekkouri.